# Эксперименты над людьми

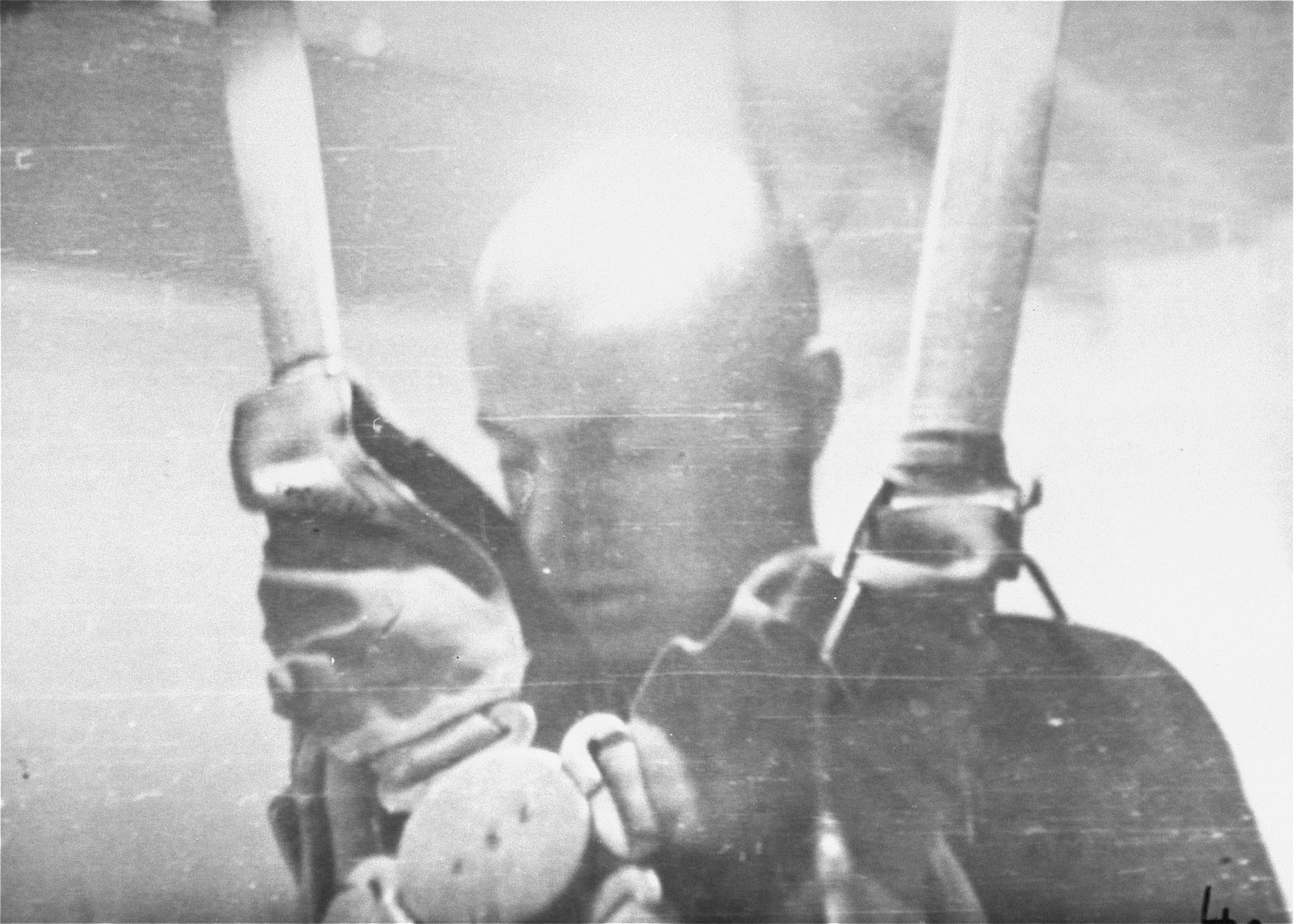
Узник концлагеря «Дахау» потерял сознание после того, как его подвергли экспериментам с низким давлением. Фото 1942 года

Эксперименты над людьми — это систематическое научное исследование, которое может быть интервенционным или наблюдательным; оно обязательно включает в себя людей в качестве объектов исследования, которых обычно называют испытуемые. Эксперимент над человеком может быть как медицинским (клиническим), так и немедицинским (например, в области социальных наук, психологическим). Такие исследования включают как сбор, так и анализ данных для того, чтобы ответить на конкретный вопрос, поставленный экспериментаторами. Медицинские эксперименты над людьми часто включают анализ биологических образцов, эпидемиологические и поведенческие исследования (специфическим и особо строго регламентируемым видом медицинских исследований на людях является «клиническое исследование», в ходе которого оцениваются лекарства, вакцины и медицинские устройства). Эксперименты над людьми в социальных науках (в области психологии) часто включают в себя опросы, проводимые в определённой группе людей, здесь в методологию включаются анкеты, интервью и фокус-группы.
Стэнфордский университет даёт такое определение: «эксперименты над людьми — это систематическое научное исследование, в котором в качестве объектов исследования используются люди, для которых данные или образцы собираются / используются / анализируются посредством наблюдений / вмешательств».
Эксперименты над людьми используются в различных областях, включая исследования в области передовой биологии, клинической медицины, сестринского дела, психологии, социологии, политологии и антропологии.

## История
Основная статья: Руководство по экспериментам над людьми
О проведении экспериментов над людьми известно со Средневековья. Тогда в качестве испытуемых против их воли выбирались самые слабые члены общества: рабы, сироты, заключённые и психически больные.
В 1947 году на Нюрнбергском процессе над врачами был вынесен приговор нацистским докторам-«экспериментаторам». Часть этого приговора стала широко известна как «Нюрнбергский кодекс» — первый международный документ, в котором чётко была сформулирована концепция о том, что «добровольное согласие человека-испытуемого абсолютно необходимо».
В 1964 году была принята «Хельсинкская декларация». Она была разработана Всемирной медицинской ассоциацией и представляет собой набор этических принципов для медицинского сообщества, касающихся исследовательской этики и экспериментов над людьми. Ключевые её положения: «протоколы исследований должны быть рассмотрены независимым комитетом до их начала» и что «исследования с участием людей должны основываться на результатах экспериментов с участием лабораторных животных». Хельсинская декларация и поныне считается краеугольным документом по этике исследований человека.
В 1978 году был выпущен «Бельмонтский доклад». В нём, в частности, присутствовали тезисы, что «процесс отбора объекта исследования должен быть справедливым и не разделяться по признаку расы, сексуальной ориентации или этнической группы» и что «в любой момент человек, участвующий в исследовании, может решить, хочет ли он участвовать, не участвовать или вообще отказаться от участия в исследовании».
В США с 1991 года такие исследования регламентируются законом под названием «Федеральная политика по защите людей-испытуемых» (англ. Federal Policy for the Protection of Human Subjects).

## Этические проблемы
В истории медицины неоднократно случались скандалы, связанные с экспериментами над людьми. Поэтому были разработаны правила для данного вида деятельности, которые с годами ужесточались.
В 2015 году два исследователя с факультета психологии Университета Монтаны, Энн Кук и Фримен Хоас, провели исследование, чтобы разобраться, что влияет на согласие потенциальных кандидатов на участие в том или ином клиническом испытании. В итоге они выделили три пункта:
- источник финансирования
- морально раздражающие и вызывающие вопросы
- готовность присоединиться к научному исследованию

## Клинические исследования
Такие перспективные биомедицинские или поведенческие исследования на испытуемых призваны ответить на конкретные вопросы о вмешательствах этих типов, включая новые методы лечения (новые вакцины, лекарства, выбор рациона, пищевые добавки и медицинские устройства) и известные вмешательства, которые требуют дальнейшего изучения и сравнения. Клинические исследования позволяют получить данные о безопасности и эффективности. Они проводятся только после получения одобрения органа здравоохранения и/или комитета по этике (в тех странах, где требуется одобрение терапии). Эти органы несут ответственность за проверку соотношения риска и пользы в исследовании — но их одобрение не означает, что терапия «безопасна» или эффективна, а только то, что исследование может быть проведено.
Исследователи первоначально вовлекают добровольцев и/или пациентов в небольшие пилотные исследования, а затем проводят постепенно расширяющиеся сравнительные исследования. Клинические исследования могут различаться по размеру и стоимости, и в них может участвовать один исследовательский центр или несколько центров, в одной стране или в нескольких странах.

## Эксперименты над людьми в психологии и социологии
В 1951 году были опубликованы результаты серии исследований, демонстрирующих власть конформизма в группах. Это получило название «Эксперимент Аша». Испытуемый и семь специальных актёров отвечали на простые вопросы о сравнении длины отрезков. Когда семь «обычных» человек уверено давали явно неверный ответ, растерянный испытуемый зачастую поддерживал мнение большинства, хотя ясно видел, что ни они, ни он не правы.
В 1954 году психологом Музафером Шерифом был проведён психологический эксперимент «Пещера разбойника». В эксперименте участвовали 22 мальчика одиннадцати-двенадцати лет. Они были разделены на две группы. Между ними устраивались соревнования с призами для победивших и наказанием для проигравших. В итоге группы стали настолько агрессивными друг с другом, что исследователям приходилось физически их разнимать. Целью исследования было доказать тот факт, что при конкуренции за скудные ресурсы конфликт неизбежен.
В 1959 году психологи Леон Фестингер и Меррилл Карлсмит провели эксперимент, в результате которого появилось понятие «когнитивный диссонанс». Участники выполняли очень утомительные и монотонные задания. После их выполнения испытуемых просили «помочь эксперименту продолжаться» в обмен на различную сумму денег. Всё, что испытуемым нужно было сделать, это просто сообщить следующему «студенту», ожидавшему за пределами зоны тестирования (который тайно был сообщником), что задания, включённые в эксперимент, были интересными и приятными.
В 1961 году психолог Стэнли Милгрэм из Йельского университета провёл социальный эксперимент, известный как «Эксперимент Милгрэма». В нём «учитель» под руководством и некоторым давлением «экспериментатора» бил током «ученика» за неверные ответы (на самом деле «ученик» был специальным актёром и никаких ударов током не получал). Результат эксперимента: «это исследование показало чрезвычайно сильно выраженную готовность нормальных взрослых людей идти неизвестно как далеко, следуя указаниям авторитета».
В 1968 году психологи Джон Дарли и Бибб Латане представили результаты своего исследования «Эффект свидетеля». Были проведены три эксперимента, вывод: люди, оказавшиеся свидетелями чрезвычайной ситуации (например, ДТП, преступления), не пытаются помочь пострадавшим, если люди вокруг этого не делают (каждый из очевидцев считает, что помочь пострадавшим должен не он, а кто-нибудь другой, стоящий рядом).
В 1971 году в Стэнфордском университете американским социальным психологом Филиппом Зимбардо был проведён эксперимент, вошедший в историю под названием «Стэнфордский тюремный эксперимент». Он представлял собой психологическое исследование реакции человека на ограничение свободы, на условия тюремной жизни и на влияние навязанной социальной поведенческой модели. Добровольцы играли роли охранников и заключённых и жили в условной тюрьме, устроенной в подвале факультета психологии. Заключённые и охранники быстро приспособились к своим ролям, и, вопреки ожиданиям, стали возникать по-настоящему опасные ситуации. В каждом третьем «охраннике» обнаружились садистские наклонности, а «заключённые» были сильно морально травмированы.
С 2010-х годов появилось такое явление как «Психологические эксперименты над людьми при помощи Интернета», в частности, через социальные сети. Например, в 2014 году Facebook исследовал реакции своих пользователей после временного удаления опредёленных типов эмоционального контента из их новостной ленты. Эксперты расходятся во мнениях, можно ли считать подобное именно экспериментами «над людьми», так как согласно общепринятым правилам и руководствам, исследователи должны напрямую взаимодействовать с объектом. Также отмечается, что «социальные сети обладают огромным потенциалом в качестве источника данных, предоставляя доступ к труднодоступным предметам исследования и группам, фиксируя естественные, „реальные“ реакции испытуемых и предоставляя доступные и эффективные методы сбора данных».

## Неэтичные эксперименты над людьми
Основная статья: Неэтичные эксперименты над людьми
Неэтичные эксперименты над людьми грубо нарушают принципы медицинской этики. Известно, что они проводились в таких странах, как нацистская Германия, императорская Япония, Северная Корея, США и СССР. Наиболее яркие примеры — проект «МК-Ультра», «Отряд 731», Тоцкие войсковые учения, эксперименты Йозефа Менгеле и Честера М. Саутэма.

### США
Основная статья: Неэтичные эксперименты над людьми в США
Во время Второй мировой войны штаб-квартира американских военных экспериментов по биологическому оружию располагалась на военной базе «Форт-Детрик» (город Фредерик, штат Мэриленд). Известный проект — операция «Белый халат», в ходе которого военнослужащим вводили инфекционные агенты для наблюдения за их воздействием.
В середине XX века правительство США исследовало влияние бактерии serratia marcescens на организмы людей, причём своих граждан. Власти желали посмотреть, насколько быстро может распространиться бактериологическое поражение во время атаки. Первым городом-полигоном стал Сан-Франциско, над которым распылили бактерии. Эксперимент прошёл удачно, но начали появляться свидетельства смертельных исходов, после чего программу закрыли.
В 1950-х годах в США общественный резонанс в связи с обнаружением неэтичных правительственных экспериментов на людях привел к многочисленным расследованиям и слушаниям в Конгрессе, включая, среди прочего, Комиссию Чёрча, Комиссию Рокфеллера и Консультативный комитет по экспериментам с радиационным облучением человека.
В 1950-х —1960-х годах вирусолог и исследователь рака Честер М. Саутэм вводил клетки HeLa больным раком, здоровым людям и заключённым тюрьмы штата Огайо. Он хотел выяснить, может ли рак передаваться, а также могут ли люди стать невосприимчивыми к раку, развивая приобретённый иммунный ответ.
Широкую огласку имеет исследование сифилиса в Таскиги, получившее ярлык «самое печально известное биомедицинское исследование в истории США»; этот эксперимент примечателен тем, что продолжался очень большой отрезок времени: с 1932 по 1972 год и проводился под эгидой Службы общественного здравоохранения. В нём приняли участие более 600 мужчин-афроамериканцев, которым не сказали, что у них сифилис, и которым было отказано в доступе к известному лечению пенициллином. Именно это исследование привело к принятию в 1974 году Национального закона об исследованиях, предусматривающего защиту людей, участвующих в экспериментах. Была создана Национальная комиссия по защите людей — субъектов биомедицинских и поведенческих исследований, перед которой была поставлена задача установить границу между экспериментами и обычной практикой, роль анализа соотношения рисков и выгод, руководящие принципы участия и определение информированного согласия.

## По странам

### Нацистская Германия
Во время Второй мировой войны в нацистской Германии, на территории концентрационных лагерей, на заключённых массово проводились медицинские эксперименты. Узники принуждались к участиям в этих экспериментах и, как правило, они приводили к смерти, травмам, обезображиванию или потере дееспособности. Немецкие врачи проводили эксперименты над большим количеством заключённых (включая детей), в основном евреев со всей Европы, но также цыган, синти, этнических поляков, советских военнопленных и немцев-инвалидов.

### Япония (Вторая мировая война)
Перед самым началом оккупации Японией Китая, в 1936 году, было создано учреждение под названием «Отряд 731». В его стенах учёные проводили огромное количество опытов над пленными. В первую очередь это касалось вивисекции, то есть препарирования живого человека с целью изучения работы внутренних органов. Десятки тысяч человек пострадали от жестокости этих «исследователей». Анестезия при этом не использовалась. Подобные препарирования живого человека с целью обучения военных хирургов проводились и на оккупированных японцами Филиппинах, о чём в 2006 году сообщил Акиро Макина.
С расширением Японской империи во время Второй мировой войны аналогичные подразделения были созданы в завоёванных городах: Нанкин (Отряд 1644), Пекин (Отряд 1855), Гуанчжоу (Отряд 8604) и Сингапур (Отряд 9420).
После окончания войны верховный главнокомандующий оккупационными войсками Дуглас Макартур от имени США предоставил иммунитет от наказания генералу-микробиологу Сиро Исии и всем членам его подразделений в обмен на все результаты их экспериментов.

### Северная Корея
В Северной Корее, предположительно, проводятся насильственные эксперименты над людьми. Беженцы из КНДР и бывшие заключённые утверждают, что заключённых убивают в газовых камерах, при испытаниях химического оружия и проводят над ними хирургические операции без анестезии.

### СССР
В 1920-х годах в СССР проводились эксперименты над людьми, в частности над беспризорными детьми. Например, ребёнку хирургическим путём выводили проток слюнной железы наружу (это необратимая операция). Потом угощали разными лакомствами, отмечая, как капает слюна при виде лакомств или даже их упоминании, до того, как ребёнку вообще покажут еду.
Биолог Илья Иванов в 1920-х годах отправился в Гвинею, чтобы попытаться скрестить человека и шимпанзе. Он не только оплодотворял самок обезьян человеческой спермой, но и пытался оплодотворить спермой шимпанзе несколько местных женщин (что в итоге привело к конфликту с местными жителями, властями и в конечном счёте с собственным начальством).
В 1920-х годах биолог Николай Кольцов озадачился созданием Homo Creator (Человека созидающего). Он призывал начать отбор одарённых и физически крепких людей с высокими моральными качествами, для которых следовало создать условия, в которых они смогли бы раскрыть свои таланты и оставить после себя многочисленное потомство. Однако в конце 1930-х годов генетика и евгеника были объявлены «продажными девками капитализма» и «фашистскими» науками, поэтому исследования были прекращены, материалы отправлены в архив и засекречены.
В Покровском монастыре в Суздале в 1930-х гг. действовала секретная военная биологическая лаборатория ОГПУ-НКВД и полигон для испытаний бактериологического оружия, где ставились эксперименты над заключёнными.
В 1930-х — 1940-х годах в НКВД—МГБ работала секретная лаборатория ядов, которой заведовал профессор Григорий Майрановский. С ведома и под прямым руководством Лаврентия Берии её сотрудники экспериментировали над заключёнными, приговорёнными к расстрелу, испытывая на них действие различных отравляющих веществ и препаратов.
В СССР было проведено два войсковых учения с применением ядерного оружия: 14 сентября 1954 года — на Тоцком полигоне в Оренбургской области и 10 сентября 1956 года — на Семипалатинском ядерном полигоне с участием войсковых подразделений. В США с 1951 по 1957 год было проведено восемь подобных учений. Из официальных документов Тоцких учений следует, что запланированные меры безопасности исключали воздействие поражающих факторов атомного взрыва на личный состав свыше установленных допустимых норм. Тем не менее, нередко эти учения называют экспериментами над людьми. 
24 октября 1952 года Совет министров СССР принял постановление о создании специальной команды испытателей «для проверки костюмов, скафандров, одежды и разработки других вопросов, связанных с обеспечением жизнедеятельности и работоспособности летчиков при сверхскоростных и высотных полетах». Летом 1953 года в Государственном научно-исследовательском испытательном институте авиационной медицины был создан 7-й отдел (отдел испытателей), который возглавил подполковник медицинской службы Евгений Карпов (в последующем — первый начальник Центра подготовки космонавтов). Туда направляли после тщательного отбора солдат и сержантов срочной службы. Они давали подписку о добровольном согласии на участие в экспериментах и о неразглашении информации о них. Статистика смертности показывает, что некоторые из них доживали только до 35–40 лет, а средняя продолжительность жизни первых испытателей составляла всего около 50 лет.
В 1950-х — 1960-х годах в СССР проводились психологические эксперименты над детьми и студентами.

### США
С 1930-х до 1970-х годов в США проводились многочисленные так называемые неэтичные эксперименты над людьми, ряд из которых получил широкую огласку.
В настоящее время подобные эксперименты регламентированы министерством здравоохранения. В 2010 году Национальный институт юстиции опубликовал рекомендуемые права человека-испытуемого, среди основных пунктов:
- Информированное добровольное согласие
- Право прекратить участие в эксперименте в любое время
- Защита от физического, психического и эмоционального вреда
- Доступ к информации, касающейся исследований

Законы, регулирующие эксперименты над людьми: Раздел 32 Кодекса федеральных нормативных актов и Раздел 45 того же Кодекса.
В США также практикуется проверка безопасности автомобилей с помощью людей-добровольцев. Это исследование позволяет разработчикам собрать больше данных о переносимости человеческого организма в случае ДТП, чтобы лучше улучшить функции безопасности в автомобилях. Эксперименты на живых людях предоставляет дополнительные данные, которые могут быть недоступны при тестировании на трупах или манекенах для краш-тестов.